# Kanton Outarville
Kanton Outarville (francouzsky Canton d'Outarville) je francouzský kanton v departementu Loiret v regionu Centre-Val de Loire. Tvoří ho 18 obcí.

## Obce kantonu
- Andonville
- Aschères-le-Marché
- Attray
- Autruy-sur-Juine
- Bazoches-les-Gallerandes
- Boisseaux
- Charmont-en-Beauce
- Châtillon-le-Roi
- Chaussy
- Crottes-en-Pithiverais
- Erceville
- Greneville-en-Beauce
- Jouy-en-Pithiverais
- Léouville
- Montigny
- Oison
- Outarville
- Tivernon